# Mark Coenen
Mark Coenen (1958) is een Belgisch columnist, communicatieadviseur en voormalig nethoofd van de televisiezender Canvas. Eerder was hij ook al nethoofd bij Radio Donna en Studio Brussel. 

## Carrière
Coenen begon zijn carrière bij de VRT bij Studio Brussel. Daar werkte hij als producer mee aan onder meer Het Leugenpaleis en Studio Kafka. Tussen 2000 en 2002 was hij netmanager van Radio Donna. Tussen 2002 en 2005 was Coenen nethoofd van Studio Brussel. Hij zorgde ervoor dat de zender niet langer geassocieerd stond met een nichepubliek en het een breder draagvlak kreeg. In 2005 werd hij aangesteld als algemeen directeur van VRT Radio. In die functie was hij betrokken bij de naamsverandering van Radio 3 in Klara. Vanaf 2007 was hij algemeen directeur strategie van de VRT.
Tussen december 2010 en mei 2014 was Coenen nethoofd van Canvas. Hij begeleidde er onder meer de ontkoppeling van Canvas en kinderzender Ketnet. Hij stapte op omdat er een meningsverschil was over de vernieuwing van de zender. Hij kondigde meteen ook zijn vertrek bij de VRT aan.
Mark Coenen was van 2015 tot 2022 als opleidingshoofd verbonden aan de opleiding Journalistiek van Hogeschool PXL Ook werkte hij als adviseur voor de communicatie bij de Universiteit Gent en andere communicatiebedrijven.
Sinds 2016 is hij columnist bij de krant De Morgen.
In 2019 publiceerde hij Italië voor idioten, in 2021 Alle mannen zijn onnozelaars en in 2024 Bompa voor beginners en Tien Franke Vragen aan Frank, een interviewboek met en over Frank Vandenbroucke.

## Trivia
In 2004 nam Coenen deel aan het tweede seizoen van de Slimste Mens ter Wereld. Na vier deelnames moest hij de quiz verlaten.

## Persoonlijk
Coenen is getrouwd en heeft vier kinderen.